# زمین‌لرزه ۲۰۰۹ فیجی
زمین‌لرزه فیجی  در تاریخ ۹ نوامبر ۲۰۰۹ میلادی، برابر با ‎۱۸ آبان ۱۳۸۸، ساعت ۱۰:۴۴:۵۴٫۸ به زمان یوتی‌سی در فیجی ، منطقه سووا رخ داد.ژرفای این زلزله ۵۹۰٫۹ کیلومتر بود. بزرگی آن ۷٫۳ در مقیاس Mw بدست آمده‌است.
زمین‌لرزه هیچ کشته‌ای نداشته است.
پروژهٔ جهانی تنسور گشتاور مرکزوار پارامتر زمان مرکزوار زمین‌لرزه را با اختلاف ۸٫۶ ثانیه نسبت به زمان رخداد اشاره شده در بالا و مختصات مرکزوار را در ۱۷°۰۷′جنوبی ۱۷۸°۳۲′شرقی / ۱۷٫۱۱°جنوبی ۱۷۸٫۵۳°شرقی محاسبه کرد و همچنین، ژرفا در ۶۰۳٫۹ کیلومتر بدست آمده‌است. در این محاسبات زاویه‌های (راستا، شیب، ریک) گسل سازندهٔ زمین‌لرزه و صفحه عمود بر آن برابر با (°۱۷۲، °۴۲، ° ۳۳) یا (° ۵۶، °۶۸، ° ۱۲۷) حاصل شده‌است.